# Fürst von Miam
Der Fürst von Miam war ein lokaler Fürst, der für die alten Ägypter einen Teil der nubischen Provinzen im Neuen Reich  von etwa 1550 bis 1070 v. Chr. verwaltete.

## Vorgeschichte
Seit dem Anfang der 18. Dynastie gab es den Vizekönig von Kusch, der nur dem König direkt unterstellt war und die nubischen Provinzen organisierte. Unterhalb des Vizekönigs von Kusch gab es den „Vertreter des Vizekönigs von Kusch“, der wohl auch auf überregionaler Ebene operierte. Auf regionaler Ebene scheinen die Ägypter lokale Stammesfürsten in ihren Ämtern bestätigt zu haben, die dann für die Ägypter die Verwaltung übernahmen. Eines dieser lokalen Verwalter war der „Fürst von Miam“, der seinen Sitz in Miam (Aniba) hatte und wohl die Stadt und das umliegende Gebiet verwaltete. Sein Amt und Amtsbereich mag dem Gebiet eines nubischen Stammes entsprochen haben.

## Titelinhaber
Es sind bisher drei Personen mit diesem Titel bekannt. Amenhotep ist nur auf einem Uschebti bezeugt, der stilistisch unter Amenophis II. (etwa von 1428 bis 1397 v. Chr.) datiert werden kann. Sein Nachfolger war eventuell ein gewisser Rahotep, der bisher nur in Felsinschriften bezeugt ist. Schließlich gibt es Hekanefer, der von seinem Grab bekannt ist, das bei Toschka gefunden wurde. Dieses Grab in einem rein ägyptischen Stil ist insgesamt schlecht erhalten, die Reste zeigen aber, dass es dekoriert und mit Inschriften verziert war. Hekanefer erscheint hier als reiner Ägypter. In den Grabinschriften werden Hekanefer diverse Titel zugeschrieben. So wird er „Fürst von Miam“, aber auch „Palastzögling“ tituliert. 
Letzterer Titel zeigt, dass er wohl am ägyptischen Königshof erzogen worden ist und deutet auf eine in vielen Ländern zu beobachtende Praxis. Die Ägypter holten zu der Zeit die Kinder lokaler Fürsten an ihrem Hof, wo sie erzogen wurden. Nachdem sie herangewachsen waren, wurden sie als Verwalter ihres Herkunftsgebiets eingesetzt. Diese Praxis hatte mehrere Vorteile. Durch den Aufenthalt am ägyptischen Königshof entstanden emotionale Bindungen an das Land der Eroberer und diese Kinder wurden auch mit der ägyptischen Kultur vertraut. Als Einheimische hatten sie aber auch das Vertrauen der lokalen Bevölkerung, kannten die lokalen Gegebenheiten und waren daher viel besser als Ägypter für die Verwaltung lokaler Regionen geeignet.
Hekanefer wird aber auch noch in einem Grab in Theben genannt. Im Grab des Vizekönigs von Kusch, Huy, der unter Tutanchamun (ca. 1333–1323 v. Chr.) amtierte, erscheint er als Nubier in fremdländischer Kleidung und dunkler Hautfarbe. Die Ägypter sahen ihn als Ausländer, während er sich selbst als Ägypter betrachtete.